# Rhyacotriton
Las salamandras olímpicas (Rhyacotritonidae) son un clado compuesto por 4 especies de anfibios caudados endémicos el Noroeste del Pacífico. Presentan fecundación interna y pulmones vestigiales. Son el grupo hermano del clado compuesto por las salamandras apulmonadas (Plethodontidae) y las anfiumas (Amphiumidae).

## Especies
Según ASW:
- Rhyacotriton cascadae Good & Wake, 1992
- Rhyacotriton kezeri Good & Wake, 1992
- Rhyacotriton olympicus (Gaige, 1917)
- Rhyacotriton variegatus Stebbins & Lowe, 1951

|  | Rhyacotriton variegatus |
|  |                         |
|  | Rhyacotriton cascadae   |
|  |                         |

|  | Rhyacotriton kezeri    |
|  |                        |
|  | Rhyacotriton olympicus |
|  |                        |

|  | Rhyacotriton variegatus |
|  |                         |
|  | Rhyacotriton cascadae   |
|  |                         |

|  | Rhyacotriton kezeri    |
|  |                        |
|  | Rhyacotriton olympicus |
|  |                        |

Cladograma basado en Good & Wake (1992).